# Fågelmyrkölen
Fågelmyrkölen este o arie protejată (arie specială de conservare — SAC, sit de importanță comunitară — SCI) din Suedia întinsă pe o suprafață de 90,9 ha, integral pe uscat.

## Localizare
Centrul sitului Fågelmyrkölen este situat la coordonatele 65°14′52″N 19°05′55″E / 65.2478°N 19.0985°E.

## Înființare
Situl Fågelmyrkölen a fost declarat sit de importanță comunitară în decembrie 1995 pentru a proteja un număr necunoscut de specii din flora spontană și fauna sălbatică aflate în arealul zonei. Situl a fost protejat și ca arie specială de conservare în martie 2011.

## Biodiversitate
Situată în ecoregiunea boreală, aria protejată conține 2 habitate naturale: Taiga vestică, Turbării Aapa.
La baza desemnării sitului se află un număr nedeclarat de specii protejate.